# Флоріан Пік
Флоріан Пік (нім. Florian Pick, нар. 8 вересня 1995, Віттліх, Німеччина) — німецький футболіст, атакувальний півзахисник клубу «Гайденгайм».

## Ігрова кар'єра
Флоріан Пік є вихованцем футбольних клубів «Кайзерслаутерн» та «Шальке 04». Починав займатися в академіях цих клубів. Пізніше футболіст грав за другі склади цих клубів у Регіональній лізі. У сезоні 2016/17 Пік був заявлений за першу команду «Кайзерслаутерна» на турнір Другої Бундесліги але на поле того разу жодного разу не вийшов.
Сезон 2017/18 Флоріан провів в оренді у клубі Третьої ліги «Магдебург». А вже наступний сезон після повернення до свого клубу, Пік провів як гравець основи «Кайзерслаутерна», який також вибув до Третьої ліги.
Провівши в команді наступні два сезони, у 2020 році Пік повернувся до Другої Бундесліги, підписавши контракт з клубом «Гайденгайм». Другу половину сезону 2021/22 Пік провів в оренді в клубі «Інгольштадт 04». Повернувшись до «Гайденгайма», за результатами сезону 2022/23 футболіст разом зі своїм клубом посів друге місце в Другій Бундеслізі і наступний сезон почав в елітному дивізіоні. Першу гру в Бундеслізі Флоріан Пік провів 19 серпня 2023 року проти «Вольфсбурга».

## Досягнення
Гайденгайм
- Другий призер Другої Бундесліги: 2022/23